# Adnan Menderes
Adnan Menderes (Aidim, 1899 – 17 de setembro de 1961) foi o primeiro primeiro-ministro da Turquia a ser eleito democraticamente, um cargo que exerceu entre 1950 e 1960. Foi um dos fundadores do Partido Democrático (DP), em 1946, o quarto partido legal da oposição no país. Morreu enforcado pela junta militar que tomou o poder durante o golpe de estado de 1960, juntamente com dois membros do seu governo, Fatin Rüştü Zorlu e Hasan Polatkan. Foi o último político turco a ser executado a seguir a um golpe militar e, a par de Atatürk e Turgut Özal, é um dos três líderes políticos da república turca que tem um mausoléu erigido em sua honra.

## Biografia

### Primeiros anos
Adnan Menderes nasceu em Aidim, uma cidade costeira do Mar Egeu, como filho de um rico proprietário de terras, numa família descendente de tártaros da Crimeia. Depois da escola primária, Menderes frequentou o Colégio Americano em Esmirna. Durante a Guerra da Independência Turca combateu contra os invasores gregos e recebeu uma medalha de honra. Completou o curso de Direito na respetiva faculdade da Universidade de Ancara.
Em 1930, Menderes organizou um ramo no efémero Partido Republicano Liberal (Serbest Cumhuriyet Fırkası) em Aidim. Após este partido da oposição ter sido banido, foi convidado pelo próprio Atatürk para aderir ao Partido Republicano do Povo (CHP) no poder, pelo qual foi eleito deputado por Aidim em 1931. Em 1945, foi expulso do CHP com mais dois correligionários devido à oposição interna às políticas de nacionalização do autodeclarado "Chefe Nacional" İsmet İnönü.

### Subida ao poder
A 7 de janeiro de 1946, Menderes e o ex-primeiro-ministro Celal Bayar formaram o Partido Democrático (DP, Demokrat Parti), o quarto partido legal da oposição no país, depois do Partido Republicano Progressista (Terakkiperver Cumhuriyet Fırkası), formado pelo general reformado Kazım Karabekir em 1924, do Partido Republicano Liberal, fundado por Ali Fethi Okyar em 1930, e do Partido do Desenvolvimento Nacional (Milli Kalkınma Partisi), fundado por Nuri Demirağ in 1945. Estes três partidos foram todos banidos alguns meses depois de serem criados pelo CHP,[carece de fontes?] o partido no poder desde a fundação da república até às eleições de 1950.
Adnan Menderes foi eleito deputado por Kütahya nas eleições de 1946, nas quais a votação não foi secreta e os votos foram contados em segredo pelo aparato estatal controlado pelo CHP.[carece de fontes?] Menderes tornou-se o número dois do DP a seguir a Celal Bayar.[carece de fontes?] Quando o partido ganhou 52% dos votos nas eleições de 14 de maio de 1950, nas quais a votação foi secreta e as contagens foram públicas, Menderes tornou-se o primeiro-ministro. Em 1955 assumiu também o cargo de Ministro dos Negócios Estrangeiros. As duas eleições seguintes, de 1954 e de 1957, foram igualmente ganhas pelo DP.
Durante os dez anos dos seus mandatos como primeiro-ministro, a política doméstica e exterior da Turquia sofreu grandes mudanças. O desenvolvimento industrial e a urbano que tinha sido iniciado por Atatürk, mas que tinha estagnado devido às políticas de nacionalizações de İsmet İnönü e às consequências da Segunda Guerra Mundial,[carece de fontes?] foi muito acelerado, tendo-se verificado taxas de crescimento económico anuais sem precendentes de 9% ao ano ao longo do dez anos em que Menderes esteve à frente do governo, um feito que não foi igualado até à data. Para isso contribuiu o apoio dos Estados Unidos através do Plano Marshall. A agricultura foi mecanizada e houve progressos assinaláveis nos transportes, energia, educação, saúde, e nos setores financeiros da banca e dos seguros.[carece de fontes?] Foi igualmente durante os governos de Menderes que a Turquia foi admitida na Organização do Tratado do Atlântico Norte (OTAN).
Em 1955, o governo foi acusado pelos seus oponentes de ter orquestrado o Pogrom de Istambul, uma série de motins dirigidos especialmente à comunidade grega daquela cidade.

### Acidente aéreo
A 17 de fevereiro de 1959, um avião da Turkish Airlines Vickers Viscount tipo 793 que transportava Adnan Menderes e um grupo de funcionários do governo entre Istambul e Londres  despenhou-se a poucas milhas do Aeroporto de Londres Gatwick, perto de Newdigate, Surrey, no meio de um denso nevoeiro. A aeronave incendiou-se e nove dos dezasseis passageiros e cinco dos oito membros da tripulação morreram. Menderes encontrava-se na parte traseira do avião e sobreviveu quase sem ferimentos, sendo hospitalizado na London Clinic 90 minutos depois duma habitante local, Margaret Bailey, que acorreu ao local do acidente, lhe ter ministrado os primeiros socorros.
O motivo da viagem era um encontro entre Menderes e os primeiros-ministros britânico Harold Macmillan e grego Constantino G. Karamanlís, para a assinatura do Acordo de Zurique e Londres sobre Chipre, em que as três partes reconheciam a si próprias o direito de intervir na ilha no caso na paz ser quebrada por alguma delas. Menderes assinou o acordo no hospital a 19 de fevereiro e regressou à Turquia a uma semana depois, onde foi aclamado por uma multidão e inclusivamente pelo seu arquirrival İsmet İnönü.

## Ideologia e atuação política
Menderes ganhou fama por ter vendido e distribuído muitas das terras que herdou da família a pequenos proprietários. Era mais tolerante em relação aos estilos de vida tradicionais e diferentes formas de prática religiosa islâmica do que Atatürk e o partido deste.[carece de fontes?] Um dos principais motes durante a campanha eleitoral para as eleições foi a legalização da língua árabe nos chamamentos (adhan) para as orações muçulmanas (salá), algo que tinha sido proibido pelo CHP de Atatürk.
Já no governo, reabriu milhares de mesquitas em todo o país, as quais tinham sido deixadas ao abandono,[carece de fontes?] o que provocou que fosse acusado pelos seus oponentes de usar a religião como instrumento para ganhos políticos. Um dos seus primeiros atos políticos foi a retirada dos retratos de İnönü das notas e selos postais turcos e voltar a usar retratos de Atatürk, que tinham sido retirados por Inönü quando chegou à presidência em 1938. A medida teve grande apoio popular, apesar da lei turca aprovada pelo anterior presidente determinar que as notas deviam ter a imagem do presidente (na altura Celal Bayar). Num dos seus discursos no parlamento, declarou que os deputados poderiam trazer de volta a sharia (lei islâmica) se assim o desejassem.[carece de fontes?]
Apesar de se manter pró-ocidental, foi mais ativo que os seus antecessores no estabelecimento de relações com os países muçulmanos.[carece de fontes?] Menderes seguiu uma política económica mais liberal que os primeiros-ministros anteriores e autorizou mais iniciativa privada. Em geral, as suas políticas valeram-lhe popularidade entre as classes mais baixas, mas também levaram o país à insolvência devido ao grande aumento das importações de bens e tecnologia.[carece de fontes?]
Em contrapartida, foi mais intolerante com as críticas à sua atuação e instituiu a censura e mandou prender jornalistas, além de tentar oprimir os partidos da oposição e submeter ao seu controle instituições como as universidades.[carece de fontes?] Apesar da sua popularidade era considerável entre o povo em geral e ter o apoio do Chefe de Estado-Maior das Forças Armadas, Cemal Gürsel, que advogou num memorando patriótico que Menderes devia tornar-se presidente da república para assegurar a unidade nacional, Menderes tornou-se progressivamente mais impopular entre os intelectuais, estudantes universitários e alguns oficiais militares mais jovens, que receeavam que os ideais de Atatürk estivessem em perigo. Esta situação acabaria por conduzir à sua queda do poder.[carece de fontes?]

## Golpe, julgamento e execução
A 27 de maio de 1960, um golpe de estado organizado por 37 "jovens oficiais" depôs o governo e prendeu Menderes juntamente com todos os principais líderes do seu partido. Os presos foram acusado de violar a constituição de 1924 e foram julgados na ilha de Yassıada (Adalar) por um tribunal especial, onde além das acusações de violação à constituição houve referências ao Pogrom de Istambul, do qual os acusados eram também apontados como culpados.[carece de fontes?]
Menderes foi sentenciado à pena capital e, apesar dos apelos ao perdão pelo presidente da república Cemal Gürsel e de pedidos semelhantes de vários líderes mundiais, como o presidente americano Kennedy e da rainha Isabel II do Reino Unido, foi enforcado pela junta militar nas masmorras da ilha de İmralı a 17 de setembro de 1961. Dois meses depois, o arquirrival de Menderes, İsmet İnönü, formou um novo govermo sob tutela militar, em coligação com o recém-emergente Partido da Justiça (Adalet Partisi, AP), depois dos dois partidos em conjunto terem obtido a maioria dos votos nas eleições de 1961. O AP, frequentemente apontado como o sucessor da herança política de Menderes, ganharia várias eleições nos anos seguintes, especialmente sob a liderança de Süleyman Demirel.[carece de fontes?]

## Legado
A 17 de setembro de 1990, o 29º aniversário da execução de Menderes, foi-lhe concedido o perdão postumamente e a sua sepultura foi transladada para um mausoléu com o seu nome construído em Istambul. Fatin Rüştü Zorlu e Hasan Polatkan, respetivamente ministros dos Negócios Estrangeiros e das Finanças do último governo de Menderes, que foram enforcados com Menderes pela junta militar em 1961, foram também perdoados postumamente.
A Universidade Adnan Menderes em Aidim e o Aeroporto Adnan Menderes em Esmirna foram batizados em sua honra, o mesmo acontecendo com duas escolas secundárias, o Istanbul Bahcelievler Adnan Menderes Anadolu Lisesi e o Aydın Adnan Menderes Anadolu Lisesi. Em muitas cidades há bairros, ruas e praças com o nome de Menderes por toda a Turquia.

Em 2006, Mehmet Feyyat, procurador-geral de Istambul na altura da execução, sugeriu que İsmet İnönü e Cemal Gürsel teriam tentado telefonar para a administração da prisão ordenando que a execução de Menderes fosse suspensa, mas o gabinete de comunicações da junta cortou as linhas para que isso não acontecesse.
| “ | Eles cortaram as nossos linhas telefónicas. Adnan Menderes foi enforcado contra os nosso regulamentos. Era suposto eu ter supervisionado a execução. O principal acusador do tribunal revolucionário, Altay Egesel, conduziu a execução apesar de não estar autorizado para o fazer. İsmet İnönü e Cemal Gürsel também tentaram telefonar para que Menderes não fosse executado, mas gabinete de comunicações cortou as linhas e Egesel aproveitou o corte de comunicações para conduzir a execução | ” |
|   | — Mehmet Feyyat, procurador-geral da província de Istambul em 1961, administrador da prisão de Imrali, "jurista do ano", senador.. |   |